# Golden Globe du meilleur film dramatique

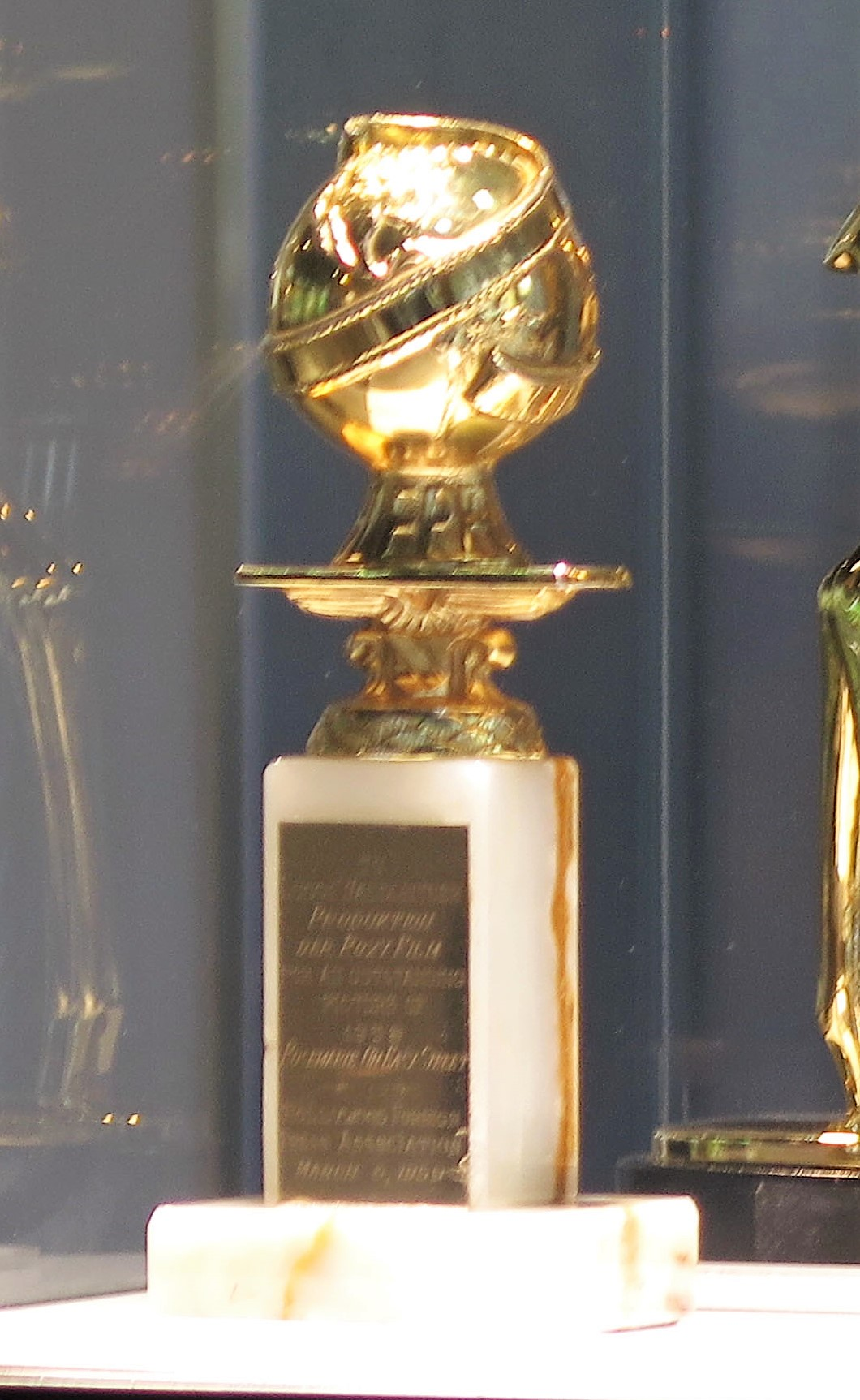
Golden Globe du meilleur film dramatique

Le Golden Globe du meilleur film dramatique (Golden Globe Award for Best Motion Picture – Drama) est une récompense cinématographique décernée annuellement depuis 1952 par la Hollywood Foreign Press Association.
Cette récompense est née de la scission du Golden Globe du meilleur film (Golden Globe Award for Best Picture) décerné de 1944 à 1951 et exceptionnellement en 1954.
En 1956, un Golden Globe du meilleur film dramatique en extérieurs (Golden Globe Award for Best Picture - Outdoor Drama) a été décerné en plus de la récompense habituelle.

## Palmarès
Note : Les symboles « ♕ » et « ♙ » indiquent respectivement une victoire et une nomination simultanée à l'Oscar du meilleur film la même année.

### Années 1950
| Année | Film                                              | Réalisateur(s)                                    | Producteur(s)                                     |
| ----- | ------------------------------------------------- | ------------------------------------------------- | ------------------------------------------------- |
| 1952  | Une place au soleil                               | George Stevens                                    | George Stevens                                    |
| 1952  | Histoire de détective                             | William Wyler                                     | William Wyler                                     |
| 1952  | La Nouvelle Aurore                                | Mark Robson                                       | Robert Buckner                                    |
| 1952  | Quo vadis                                         | Mervyn LeRoy                                      | Sam Zimbalist                                     |
| 1952  | Un tramway nommé Désir                            | Elia Kazan                                        | Charles K. Feldman                                |
| 1953  | Sous le plus grand chapiteau du monde             | Cecil B. DeMille                                  | Cecil B. DeMille                                  |
| 1953  | L'Espion                                          | Russell Rouse                                     | Clarence Greene                                   |
| 1953  | Reviens petite Sheba                              | Daniel Mann                                       | Hal B. Wallis                                     |
| 1953  | Sacré Printemps                                   | Richard Fleischer                                 | Earl Fenton                                       |
| 1953  | Le train sifflera trois fois                      | Fred Zinnemann                                    | Stanley Kramer                                    |
| 1954  | Non décerné (voir Golden Globe du meilleur film). | Non décerné (voir Golden Globe du meilleur film). | Non décerné (voir Golden Globe du meilleur film). |
| 1955  | Sur les quais                                     | Elia Kazan                                        | Sam Spiegel                                       |
| 1956  | À l'est d'Éden                                    | Elia Kazan                                        | Elia Kazan                                        |
| 1957  | Le Tour du monde en quatre-vingts jours           | Michael Anderson                                  | Kevin McClory                                     |
| 1957  | Le Faiseur de pluie                               | Joseph Anthony                                    | Hal B. Wallis                                     |
| 1957  | Géant                                             | George Stevens                                    | Henry Ginsberg                                    |
| 1957  | Guerre et Paix                                    | King Vidor                                        | Dino De Laurentiis                                |
| 1957  | La Vie passionnée de Vincent Van Gogh             | Vincente Minnelli                                 | John Houseman                                     |
| 1958  | Le Pont de la rivière Kwaï                        | David Lean                                        | Sam Spiegel                                       |
| 1958  | Car sauvage est le vent                           | George Cukor                                      | Hal B. Wallis                                     |
| 1958  | Douze Hommes en colère                            | Sidney Lumet                                      | Henry Fonda                                       |
| 1958  | Sayonara                                          | Joshua Logan                                      | William Goetz                                     |
| 1958  | Témoin à charge                                   | Billy Wilder                                      | Arthur Hornblow Jr.                               |
| 1959  | La Chaîne                                         | Stanley Kramer                                    | Stanley Kramer                                    |
| 1959  | La Chatte sur un toit brûlant                     | Richard Brooks                                    | Lawrence Weingarten                               |
| 1959  | Je veux vivre !                                   | Robert Wise                                       | Claude Miller                                     |
| 1959  | Retour avant la nuit                              | Mervyn LeRoy                                      | Mervyn LeRoy                                      |
| 1959  | Tables séparées                                   | Delbert Mann                                      | Harold Hecht                                      |

### Années 1960
| Année | Film                              | Réalisateur(s)       | Producteur(s)      |
| ----- | --------------------------------- | -------------------- | ------------------ |
| 1960  | Ben-Hur                           | William Wyler        | Sam Zimbalist      |
| 1960  | Au risque de se perdre            | Fred Zinnemann       | Henry Blanke       |
| 1960  | Autopsie d'un meurtre             | Otto Preminger       | Otto Preminger     |
| 1960  | Le Dernier Rivage                 | Stanley Kramer       | Stanley Kramer     |
| 1960  | Le Journal d'Anne Frank           | George Stevens       | George Stevens     |
| 1961  | Spartacus                         | Stanley Kubrick      | Kirk Douglas       |
| 1961  | Amants et Fils                    | Jack Cardiff         | Jerry Wald         |
| 1961  | Elmer Gantry le charlatan         | Richard Brooks       | Bernard Smith      |
| 1961  | Procès de singe                   | Stanley Kramer       | Stanley Kramer     |
| 1961  | Sunrise at Campobello             | Vincent J. Donehue   | Dore Schary        |
| 1962  | Les Canons de Navarone            | J. Lee Thompson      | Carl Foreman       |
| 1962  | Le Cid                            | Anthony Mann         | Samuel Bronston    |
| 1962  | Fanny                             | Joshua Logan         | Ben Kadish         |
| 1962  | La Fièvre dans le sang            | Elia Kazan           | Elia Kazan         |
| 1962  | Jugement à Nuremberg              | Stanley Kramer       | Stanley Kramer     |
| 1963  | Lawrence d'Arabie                 | David Lean           | Sam Spiegel        |
| 1963  | Aventures de jeunesse             | Martin Ritt          | Jerry Wald         |
| 1963  | Du silence et des ombres          | Robert Mulligan      | Alan J. Pakula     |
| 1963  | Freud, passions secrètes          | John Huston          | Wolfgang Reinhardt |
| 1963  | L'Inspecteur                      | Philip Dunne         | Mark Robson        |
| 1963  | Le Jour du vin et des roses       | Blake Edwards        | Martin Manulis     |
| 1963  | Le Jour le plus long              | Ken Annakin          | Darryl F. Zanuck   |
| 1963  | Les Liaisons coupables            | George Cukor         | Darryl F. Zanuck   |
| 1963  | Miracle en Alabama                | Arthur Penn          | Fred Coe           |
| 1963  | Les Révoltés du Bounty            | Lewis Milestone      | Aaron Rosenberg    |
| 1964  | Le Cardinal                       | Otto Preminger       | Martin C. Schute   |
| 1964  | America, America                  | Elia Kazan           | Elia Kazan         |
| 1964  | La Cage aux femmes                | Hall Bartlett        | Hall Bartlett      |
| 1964  | Cléopâtre                         | Joseph L. Mankiewicz | Walter Wanger      |
| 1964  | Le Combat du capitaine Newman     | David Miller         | Robert Arthur      |
| 1964  | La Grande Évasion                 | John Sturges         | John Sturges       |
| 1964  | Le Lys des champs                 | Ralph Nelson         | Ralph Nelson       |
| 1964  | Le Plus Sauvage d'entre tous      | Martin Ritt          | Irving Ravetch     |
| 1965  | Becket                            | Peter Glenville      | Hal B. Wallis      |
| 1965  | Dear Heart                        | Delbert Mann         | Martin Manulis     |
| 1965  | Mystère sur la falaise            | Ronald Neame         | Ross Hunter        |
| 1965  | La Nuit de l'iguane               | John Huston          | John Huston        |
| 1965  | Zorba le Grec                     | Michel Cacoyannis    | Michel Cacoyannis  |
| 1966  | Le Docteur Jivago                 | David Lean           | Carlo Ponti        |
| 1966  | La Nef des fous                   | Stanley Kramer       | Stanley Kramer     |
| 1966  | L'Obsédé                          | William Wyler        | Jud Kinberg        |
| 1966  | Un coin de ciel bleu              | Guy Green            | Guy Green          |
| 1966  | Le Vol du Phœnix                  | Robert Aldrich       | Robert Aldrich     |
| 1967  | Un homme pour l'éternité          | Fred Zinnemann       | Fred Zinnemann     |
| 1967  | La Canonnière du Yang-Tsé         | Robert Wise          | Robert Wise        |
| 1967  | Les Professionnels                | Richard Brooks       | Richard Brooks     |
| 1967  | Qui a peur de Virginia Woolf ?    | Mike Nichols         | Ernest Lehman      |
| 1967  | Vivre libre                       | James Hill           | Sam Jaffe          |
| 1968  | Dans la chaleur de la nuit        | Norman Jewison       | Walter Mirisch     |
| 1968  | Bonnie et Clyde                   | Arthur Penn          | Warren Beatty      |
| 1968  | Loin de la foule déchaînée        | John Schlesinger     | Joseph Janni       |
| 1968  | Devine qui vient dîner...         | Stanley Kramer       | George Glass       |
| 1968  | De sang-froid                     | Richard Brooks       | Richard Brooks     |
| 1969  | Le Lion en hiver                  | Anthony Harvey       | Martin Poll        |
| 1969  | Charly                            | Ralph Nelson         | Ralph Nelson       |
| 1969  | L'Homme de Kiev                   | John Frankenheimer   | Edward Lewis       |
| 1969  | Le cœur est un chasseur solitaire | Robert Ellis Miller  | Joel Freeman       |
| 1969  | Les Souliers de saint Pierre      | Michael Anderson     | George Englund     |

### Années 1970
| Année | Film                                        | Réalisateur(s)       | Producteur(s)                  |
| ----- | ------------------------------------------- | -------------------- | ------------------------------ |
| 1970  | Anne des mille jours                        | Charles Jarrott      | Hal B. Wallis                  |
| 1970  | Les Belles Années de miss Brodie            | Ronald Neame         | James Cresson                  |
| 1970  | Butch Cassidy et le Kid                     | George Roy Hill      | John Foreman                   |
| 1970  | Macadam Cowboy                              | John Schlesinger     | Jerome Hellman                 |
| 1970  | On achève bien les chevaux                  | Sydney Pollack       | Robert Chartoff                |
| 1971  | Love Story                                  | Arthur Hiller        | Howard G. Minsky               |
| 1971  | Airport                                     | George Seaton        | Ross Hunter                    |
| 1971  | Cinq Pièces faciles                         | Bob Rafelson         | Robert Daley                   |
| 1971  | Je n'ai jamais chanté pour mon père         | Gilbert Cates        | Gilbert Cates                  |
| 1971  | Patton                                      | Franklin Schaffner   | Frank Caffey                   |
| 1972  | French Connection                           | William Friedkin     | Philip D'Antoni                |
| 1972  | La Dernière Séance                          | Peter Bogdanovich    | Stephen J. Friedman            |
| 1972  | Marie Stuart, reine d'Écosse                | Charles Jarrott      | Hal B. Wallis                  |
| 1972  | Orange mécanique                            | Stanley Kubrick      | Si Litvinoff                   |
| 1972  | Un été 42                                   | Robert Mulligan      | Richard Roth                   |
| 1973  | Le Parrain                                  | Francis Ford Coppola | Albert S. Ruddy                |
| 1973  | L'Aventure du Poséidon                      | Ronald Neame         | Irwin Allen                    |
| 1973  | Délivrance                                  | John Boorman         | John Boorman                   |
| 1973  | Frenzy                                      | Alfred Hitchcock     | William Hill                   |
| 1973  | Le Limier                                   | Joseph L. Mankiewicz | Morton Gottlieb                |
| 1974  | L'Exorciste                                 | William Friedkin     | William Peter Blatty           |
| 1974  | Chacal                                      | Fred Zinnemann       | John Woolf                     |
| 1974  | Le Dernier Tango à Paris                    | Bernardo Bertolucci  | Alberto Grimaldi               |
| 1974  | Permission d'aimer                          | Mark Rydell          | Mark Rydell                    |
| 1974  | Sauvez le tigre                             | John G. Avildsen     | Edward S. Feldman              |
| 1974  | Serpico                                     | Sidney Lumet         | Dino De Laurentiis             |
| 1975  | Chinatown                                   | Roman Polanski       | Robert Evans                   |
| 1975  | Conversation secrète                        | Francis Ford Coppola | Francis Ford Coppola           |
| 1975  | Le Parrain, 2e partie                       | Francis Ford Coppola | Francis Ford Coppola           |
| 1975  | Tremblement de terre                        | Mark Robson          | Mark Robson                    |
| 1975  | Une femme sous influence                    | John Cassavetes      | Sam Shaw                       |
| 1976  | Vol au-dessus d'un nid de coucou            | Miloš Forman         | Michael Douglas                |
| 1976  | Barry Lyndon                                | Stanley Kubrick      | Stanley Kubrick                |
| 1976  | Les Dents de la mer                         | Steven Spielberg     | David Brown                    |
| 1976  | Nashville                                   | Robert Altman        | Robert Altman                  |
| 1976  | Un après-midi de chien                      | Sidney Lumet         | Martin Bregman                 |
| 1977  | Rocky                                       | John G. Avildsen     | Robert Chartoff, Irwin Winkler |
| 1977  | En route pour la gloire                     | Hal Ashby            | Robert Blumofe                 |
| 1977  | Les Hommes du président                     | Alan J. Pakula       | Walter Coblenz                 |
| 1977  | Network : Main basse sur la télévision      | Sidney Lumet         | Howard Gottfried               |
| 1977  | Le Voyage des damnés                        | Stuart Rosenberg     | Robert Fryer                   |
| 1978  | Le Tournant de la vie                       | Herbert Ross         | Arthur Laurents                |
| 1978  | Jamais je ne t'ai promis un jardin de roses | Anthony Page         | Daniel H. Blatt                |
| 1978  | Julia                                       | Fred Zinnemann       | Richard A. Roth                |
| 1978  | Rencontres du troisième type                | Steven Spielberg     | Julia Phillips                 |
| 1978  | Star Wars, épisode IV : Un nouvel espoir    | George Lucas         | Gary Kurtz                     |
| 1979  | Midnight Express                            | Alan Parker          | Alan Marshall                  |
| 1979  | Les Moissons du ciel                        | Terrence Malick      | Bert Schneider                 |
| 1979  | Retour                                      | Hal Ashby            | Robert C. Jones                |
| 1979  | Une femme libre                             | Paul Mazursky        | Paul Mazursky                  |
| 1979  | Voyage au bout de l'enfer                   | Michael Cimino       | Barry Spikings                 |

### Années 1980
| Année | Film                                | Réalisateur(s)       | Producteur(s)        |
| ----- | ----------------------------------- | -------------------- | -------------------- |
| 1980  | Kramer contre Kramer                | Robert Benton        | Stanley R. Jaffe     |
| 1980  | Apocalypse Now                      | Francis Ford Coppola | Francis Ford Coppola |
| 1980  | Manhattan                           | Woody Allen          | Charles H. Joffe     |
| 1980  | Norma Rae                           | Martin Ritt          | Alexandra Rose       |
| 1980  | Le Syndrome chinois                 | James Bridges        | Michael Douglas      |
| 1981  | Des gens comme les autres           | Robert Redford       | Ronald L. Schwary    |
| 1981  | Le Diable en boîte                  | Richard Rush         | Richard Rush         |
| 1981  | Elephant Man                        | David Lynch          | Jonathan Sanger      |
| 1981  | La Neuvième Configuration           | William Peter Blatty | William Peter Blatty |
| 1981  | Raging Bull                         | Martin Scorsese      | Robert Chartoff      |
| 1982  | La Maison du lac                    | Mark Rydell          | Bruce Gilbert        |
| 1982  | La Maîtresse du lieutenant français | Karel Reisz          | Leon Clore           |
| 1982  | Le Prince de New York               | Sidney Lumet         | Sidney Lumet         |
| 1982  | Ragtime                             | Miloš Forman         | Dino De Laurentiis   |
| 1982  | Reds                                | Warren Beatty        | Warren Beatty        |
| 1983  | E.T., l'extra-terrestre             | Steven Spielberg     | Steven Spielberg     |
| 1983  | Le Choix de Sophie                  | Alan J. Pakula       | Alan J. Pakula       |
| 1983  | Missing                             | Costa-Gavras         | Edward Lewis         |
| 1983  | Officier et Gentleman               | Taylor Hackford      | Martin Elfand        |
| 1983  | Le Verdict                          | Sidney Lumet         | David Brown          |
| 1984  | Tendres passions                    | James L. Brooks      | James L. Brooks      |
| 1984  | L'Étoffe des héros                  | Philip Kaufman       | Irwin Winkler        |
| 1984  | Le Mystère Silkwood                 | Mike Nichols         | Alice Arlen          |
| 1984  | Reuben, Reuben                      | Robert Ellis Miller  | Julius J. Epstein    |
| 1984  | Tendre Bonheur                      | Bruce Beresford      | Philip Hobel         |
| 1985  | Amadeus                             | Miloš Forman         | Saul Zaentz          |
| 1985  | A Soldier's Story                   | Norman Jewison       | Norman Jewison       |
| 1985  | Cotton Club                         | Francis Ford Coppola | Robert Evans         |
| 1985  | La Déchirure                        | Roland Joffé         | David Puttnam        |
| 1985  | Les Saisons du cœur                 | Robert Benton        | Robert Benton        |
| 1986  | Out of Africa                       | Sydney Pollack       | Sydney Pollack       |
| 1986  | Le Baiser de la femme araignée      | Héctor Babenco       | David Weisman        |
| 1986  | La Couleur pourpre                  | Steven Spielberg     | Steven Spielberg     |
| 1986  | Runaway Train                       | Andreï Kontchalovski | Richard Garcia       |
| 1986  | Witness                             | Peter Weir           | Edward S. Feldman    |
| 1987  | Platoon                             | Oliver Stone         | Arnold Kopelson      |
| 1987  | Chambre avec vue                    | James Ivory          | Ismail Merchant      |
| 1987  | Les Enfants du silence              | Randa Haines         | Chris Bender         |
| 1987  | Mission                             | Roland Joffé         | Fernando Ghia        |
| 1987  | Mona Lisa                           | Neil Jordan          | Stephen Woolley      |
| 1987  | Stand by Me                         | Rob Reiner           | Bruce A. Evans       |
| 1988  | Le Dernier Empereur                 | Bernardo Bertolucci  | Jeremy Thomas        |
| 1988  | La Bamba                            | Luis Valdez          | Stuart Benjamin      |
| 1988  | Cinglée                             | Martin Ritt          | Teri Schwartz        |
| 1988  | Cry Freedom                         | Richard Attenborough | Richard Attenborough |
| 1988  | Empire du soleil                    | Steven Spielberg     | Kathleen Kennedy     |
| 1988  | Liaison fatale                      | Adrian Lyne          | Stanley R. Jaffe     |
| 1989  | Rain Man                            | Barry Levinson       | Mark Johnson         |
| 1989  | À bout de course                    | Sidney Lumet         | Griffin Dunne        |
| 1989  | Gorilles dans la brume              | Michael Apted        | Peter Guber          |
| 1989  | L'Insoutenable Légèreté de l'être   | Philip Kaufman       | Bertil Ohlsson       |
| 1989  | Mississippi Burning                 | Alan Parker          | Robert F. Colesberry |
| 1989  | Un cri dans la nuit                 | Fred Schepisi        | Yoram Globus         |
| 1989  | Voyageur malgré lui                 | Lawrence Kasdan      | Phyllis Carlyle      |

### Années 1990
| Année | Film                                          | Réalisateur(s)       | Producteur(s)             |
| ----- | --------------------------------------------- | -------------------- | ------------------------- |
| 1990  | Né un 4 juillet                               | Oliver Stone         | A. Kitman Ho              |
| 1990  | Le Cercle des poètes disparus                 | Peter Weir           | Paul Junger Witt          |
| 1990  | Crimes et Délits                              | Woody Allen          | Charles H. Joffe          |
| 1990  | Do The Right Thing                            | Spike Lee            | Spike Lee                 |
| 1990  | Glory                                         | Edward Zwick         | Freddie Fields            |
| 1991  | Danse avec les loups                          | Kevin Costner        | Jim Wilson, Kevin Costner |
| 1991  | Les Affranchis                                | Martin Scorsese      | Irwin Winkler             |
| 1991  | Avalon                                        | Barry Levinson       | Mark Johnson              |
| 1991  | Le Mystère von Bülow                          | Barbet Schroeder     | Edward R. Pressman        |
| 1991  | Le Parrain, 3e partie                         | Francis Ford Coppola | Francis Ford Coppola      |
| 1992  | Bugsy                                         | Barry Levinson       | Warren Beatty             |
| 1992  | JFK                                           | Oliver Stone         | Arnon Milchan             |
| 1992  | Le Prince des marées                          | Barbra Streisand     | Andrew Karsch             |
| 1992  | Le Silence des agneaux                        | Jonathan Demme       | Kenneth Utt               |
| 1992  | Thelma et Louise                              | Ridley Scott         | Mimi Polk Gitlin          |
| 1993  | Le Temps d'un week-end                        | Martin Brest         | Martin Brest              |
| 1993  | The Crying Game                               | Neil Jordan          | Stephen Woolley           |
| 1993  | Des hommes d'honneur                          | Rob Reiner           | David Brown               |
| 1993  | Retour à Howards End                          | James Ivory          | Ismail Merchant           |
| 1993  | Impitoyable                                   | Clint Eastwood       | Clint Eastwood            |
| 1994  | La Liste de Schindler                         | Steven Spielberg     | Steven Spielberg          |
| 1994  | Au nom du père                                | Jim Sheridan         | Jim Sheridan              |
| 1994  | La Leçon de piano                             | Jane Campion         | Jane Campion              |
| 1994  | Le Temps de l'innocence                       | Martin Scorsese      | Barbara De Fina           |
| 1994  | Les Vestiges du jour                          | James Ivory          | Ismail Merchant           |
| 1995  | Forrest Gump                                  | Robert Zemeckis      | Wendy Finerman            |
| 1995  | Légendes d'automne                            | Edward Zwick         | Marshall Herskovitz       |
| 1995  | Nell                                          | Michael Apted        | Jodie Foster              |
| 1995  | Pulp Fiction                                  | Quentin Tarantino    | Lawrence Bender           |
| 1995  | Quiz Show                                     | Robert Redford       | Robert Redford            |
| 1996  | Raison et Sentiments                          | Ang Lee              | Lindsay Doran             |
| 1996  | Apollo 13                                     | Ron Howard           | Brian Grazer              |
| 1996  | Braveheart                                    | Mel Gibson           | Mel Gibson                |
| 1996  | Leaving Las Vegas                             | Mike Figgis          | Lila Cazès                |
| 1996  | Sur la route de Madison                       | Clint Eastwood       | Clint Eastwood            |
| 1997  | Le Patient anglais                            | Anthony Minghella    | Saul Zaentz               |
| 1997  | Breaking the Waves                            | Lars von Trier       | Peter Aalbæk Jensen       |
| 1997  | Larry Flynt                                   | Miloš Forman         | Oliver Stone              |
| 1997  | Secrets et Mensonges                          | Mike Leigh           | Simon Channing-Williams   |
| 1997  | Shine                                         | Scott Hicks          | Jane Scott                |
| 1998  | Titanic                                       | James Cameron        | James Cameron, Jon Landau |
| 1998  | Amistad                                       | Steven Spielberg     | Debbie Allen              |
| 1998  | L.A. Confidential                             | Curtis Hanson        | Curtis Hanson             |
| 1998  | The Boxer                                     | Jim Sheridan         | Arthur Lappin             |
| 1998  | Will Hunting                                  | Gus Van Sant         | Lawrence Bender           |
| 1999  | Il faut sauver le soldat Ryan                 | Steven Spielberg     | Steven Spielberg          |
| 1999  | Elizabeth                                     | Shekhar Kapur        | Tim Bevan                 |
| 1999  | L'Homme qui murmurait à l'oreille des chevaux | Robert Redford       | Patrick Markey            |
| 1999  | Ni Dieux ni Démons                            | Bill Condon          | Paul Colichman            |
| 1999  | The Truman Show                               | Peter Weir           | Edward S. Feldman         |

### Années 2000
| Année | Film                                                | Réalisateur(s)              | Producteur(s)                                     |
| ----- | --------------------------------------------------- | --------------------------- | ------------------------------------------------- |
| 2000  | American Beauty                                     | Sam Mendes                  | Bruce Cohen                                       |
| 2000  | La Fin d'une liaison                                | Neil Jordan                 | Neil Jordan                                       |
| 2000  | Hurricane Carter                                    | Norman Jewison              | Armyan Bernstein                                  |
| 2000  | Révélations                                         | Michael Mann                | Pieter Jan Brugge                                 |
| 2000  | Le Talentueux Mr Ripley                             | Anthony Minghella           | William Horberg                                   |
| 2001  | Gladiator                                           | Ridley Scott                | Douglas Wick                                      |
| 2001  | Billy Elliot                                        | Stephen Daldry              | Charles Brand                                     |
| 2001  | Erin Brockovich, seule contre tous                  | Steven Soderbergh           | Danny DeVito                                      |
| 2001  | Sunshine                                            | István Szabó                | András Hámori                                     |
| 2001  | Traffic                                             | Steven Soderbergh           | Edward Zwick                                      |
| 2001  | Wonder Boys                                         | Curtis Hanson               | Curtis Hanson                                     |
| 2002  | Un homme d'exception                                | Ron Howard                  | Brian Grazer                                      |
| 2002  | In the Bedroom                                      | Todd Field                  | Todd Field                                        |
| 2002  | Le Seigneur des Anneaux : La Communauté de l'anneau | Peter Jackson               | Peter Jackson, Barrie M. Osborne, Fran Walsh      |
| 2002  | The Barber                                          | Joel Coen                   | Ethan Coen                                        |
| 2002  | Mulholland Drive                                    | David Lynch                 | Pierre Edelman                                    |
| 2003  | The Hours                                           | Stephen Daldry              | Robert Fox, Scott Rudin                           |
| 2003  | Monsieur Schmidt                                    | Alexander Payne             | Michael Besman                                    |
| 2003  | Gangs of New York                                   | Martin Scorsese             | Alberto Grimaldi                                  |
| 2003  | Le Seigneur des Anneaux : Les Deux Tours            | Peter Jackson               | Peter Jackson, Barrie M. Osborne, Fran Walsh      |
| 2003  | Le Pianiste                                         | Roman Polanski              | Roman Polanski                                    |
| 2004  | Le Seigneur des Anneaux : Le Retour du roi          | Peter Jackson               | Peter Jackson, Barrie M. Osborne, Fran Walsh      |
| 2004  | Retour à Cold Mountain                              | Anthony Minghella           | Albert Berger                                     |
| 2004  | Master and Commander : De l'autre côté du monde     | Peter Weir                  | Peter Weir                                        |
| 2004  | Mystic River                                        | Clint Eastwood              | Robert Lorenz                                     |
| 2004  | Pur Sang, la légende de Seabiscuit                  | Gary Ross                   | Kathleen Kennedy                                  |
| 2005  | Aviator                                             | Martin Scorsese             | Michael Mann                                      |
| 2005  | Closer, entre adultes consentants                   | Mike Nichols                | Patrick Marber                                    |
| 2005  | Neverland                                           | Marc Forster                | Richard N. Gladstein                              |
| 2005  | Hôtel Rwanda                                        | Terry George                | Terry George                                      |
| 2005  | Dr Kinsey                                           | Bill Condon                 | Gail Mutrux                                       |
| 2005  | Million Dollar Baby                                 | Clint Eastwood              | Clint Eastwood, Albert S. Ruddy, Tom Rosenberg    |
| 2006  | Le Secret de Brokeback Mountain                     | Ang Lee                     | Diana Ossana                                      |
| 2006  | The Constant Gardener                               | Fernando Meirelles          | Simon Channing-Williams                           |
| 2006  | Good Night and Good Luck                            | George Clooney              | Grant Heslov                                      |
| 2006  | A History of Violence                               | David Cronenberg            | Chris Bender                                      |
| 2006  | Match Point                                         | Woody Allen                 | Letty Aronson                                     |
| 2007  | Babel                                               | Alejandro González Iñárritu | Steve Golin                                       |
| 2007  | Bobby                                               | Emilio Estevez              | Anthony Hopkins                                   |
| 2007  | Les Infiltrés                                       | Martin Scorsese             | Brad Grey                                         |
| 2007  | Little Children                                     | Todd Field                  | Albert Berger                                     |
| 2007  | The Queen                                           | Stephen Frears              | François Ivernel                                  |
| 2008  | Reviens-moi                                         | Joe Wright                  | Tim Bevan                                         |
| 2008  | American Gangster                                   | Ridley Scott                | Brian Grazer                                      |
| 2008  | Michael Clayton                                     | Tony Gilroy                 | Sydney Pollack                                    |
| 2008  | No Country for Old Men                              | Joel et Ethan Coen          | Joel et Ethan Coen, Scott Rudin                   |
| 2008  | Les Promesses de l'ombre                            | David Cronenberg            | Paul Webster                                      |
| 2008  | The Great Debaters                                  | Denzel Washington           | Oprah Winfrey                                     |
| 2008  | There Will Be Blood                                 | Paul Thomas Anderson        | Paul Thomas Anderson                              |
| 2009  | Slumdog Millionaire                                 | Danny Boyle                 | Christian Colson                                  |
| 2009  | L'Étrange Histoire de Benjamin Button               | David Fincher               | Kathleen Kennedy, Frank Marshall, Ray Stark       |
| 2009  | Frost/Nixon : L'Heure de vérité                     | Ron Howard                  | Tim Bevan, Eric Fellner, Brian Grazer, Ron Howard |
| 2009  | Les Noces rebelles                                  | Sam Mendes                  | Bobby Cohen, Sam Mendes, Scott Rudin              |
| 2009  | The Reader                                          | Stephen Daldry              | Anthony Minghella, Sydney Pollack, Scott Rudin    |

### Années 2010
| Année | Film                                            | Réalisateur(s)              | Producteur(s) |
| ----- | ----------------------------------------------- | --------------------------- | --- |
| 2010  | Avatar                                          | James Cameron               | James Cameron, Jon Landau |
| 2010  | Démineurs                                       | Kathryn Bigelow             | Kathryn Bigelow, Mark Boal, Nicolas Chartier, Tony Mark, Donall McCusker, Greg Shapiro                                            |
| 2010  | Inglourious Basterds                            | Quentin Tarantino           | Lawrence Bender |
| 2010  | In the Air                                      | Jason Reitman               | Daniel Dubiecki, Jeffrey Clifford, Ivan Reitman, Jason Reitman                                                                    |
| 2010  | Precious                                        | Lee Daniels                 | Lisa Cortes, Sarah Siegel-Magness, Valerie Hoffman, Asger Hussain, Gary Magness, Mark G. Mathis, Berrgen Swason, Simone Sheffield |
| 2011  | The Social Network                              | David Fincher               | Scott Rudin, Dana Brunetti, Michael De Luca, Ceán Chaffin                                                                         |
| 2011  | Black Swan                                      | Darren Aronofsky            | Mike Medavoy, Scott Franklin, Arnold Messer, Brian Oliver                                                                         |
| 2011  | Le Discours d'un roi                            | Tom Hooper                  | Iain Canning, Emile Sherman, Gareth Unwin                                                                                         |
| 2011  | Fighter                                         | David O. Russell            | David Hoberman, Todd Lieberman, Ryan Kavanaugh, Mark Wahlberg, Dorothy Aufiero, Paul Tamasy                                       |
| 2011  | Inception                                       | Christopher Nolan           | Christopher Nolan, Emma Thomas |
| 2012  | The Descendants                                 | Alexander Payne             | Jim Burke, Alexander Payne, Jim Taylor                                                                                            |
| 2012  | Cheval de guerre                                | Steven Spielberg            | Steven Spielberg, Kathleen Kennedy                                                                                                |
| 2012  | La Couleur des sentiments                       | Tate Taylor                 | Chris Columbus, Michael Barnathan, Brunson Green                                                                                  |
| 2012  | Hugo Cabret                                     | Martin Scorsese             | Johnny Depp, Timothy Headington, Graham King, Martin Scorsese                                                                     |
| 2012  | Les Marches du pouvoir                          | George Clooney              | George Clooney, Grant Heslov, Brian Oliver                                                                                        |
| 2012  | Le Stratège                                     | Bennett Miller              | Michael De Luca, Rachael Horovitz, Brad Pitt                                                                                      |
| 2013  | Argo                                            | Ben Affleck                 | Ben Affleck, George Clooney, Grant Heslov                                                                                         |
| 2013  | Django Unchained                                | Quentin Tarantino           | Stacey Sher, Reginald Hudlin, Pilar Savone                                                                                        |
| 2013  | Lincoln                                         | Steven Spielberg            | Steven Spielberg, Kathleen Kennedy                                                                                                |
| 2013  | L'Odyssée de Pi                                 | Ang Lee                     | Ang Lee, Gil Netter, David Womark                                                                                                 |
| 2013  | Zero Dark Thirty                                | Kathryn Bigelow             | Kathryn Bigelow, Colin Wilson, Greg Shapiro, Ted Schipper, Megan Ellison                                                          |
| 2014  | Twelve Years a Slave                            | Steve McQueen               | Brad Pitt, Dede Gardner, Jeremy Kleiner, Bill Pohlad, Steve McQueen, Arnon Milchan, Anthony Katagas                               |
| 2014  | Capitaine Phillips                              | Paul Greengrass             | Michael De Luca, Dana Brunetti, Scott Rudin                                                                                       |
| 2014  | Gravity                                         | Alfonso Cuarón              | Alfonso Cuarón, David Heyman |
| 2014  | Philomena                                       | Stephen Frears              | Gabrielle Tana, Steve Coogan, Tracey Seaward                                                                                      |
| 2014  | Rush                                            | Ron Howard                  | Andrew Eaton, Eric Fellner, Brian Oliver, Peter Morgan, Brian Grazer, Ron Howard                                                  |
| 2015  | Boyhood                                         | Richard Linklater           | Richard Linklater, Cathleen Sutherland, Jonathan Sehring, John Sloss                                                              |
| 2015  | Foxcatcher                                      | Bennett Miller              | Bennett Miller, Megan Ellison, Jon Kilik, Anthony Bregman                                                                         |
| 2015  | Imitation Game                                  | Morten Tyldum               | Nora Grossman, Ido Ostrowsky, Teddy Schwarzman                                                                                    |
| 2015  | Selma                                           | Ava DuVernay                | Dede Gardner, Jeremy Kleiner, Christian Colson, Oprah Winfrey                                                                     |
| 2015  | Une merveilleuse histoire du temps              | James Marsh                 | Tim Bevan, Eric Fellner, Lisa Bruce, Anthony McCarten                                                                             |
| 2016  | The Revenant                                    | Alejandro González Iñárritu | Steve Golin, Alejandro González Iñárritu, Arnon Milchan, Mary Parent, Keith Redmon                                                |
| 2016  | Carol                                           | Todd Haynes                 | Elizabeth Karlsen, Christine Vachon, Stephen Woolley                                                                              |
| 2016  | Mad Max: Fury Road                              | George Miller               | Doug Mitchell, George Miller, P. J. Voeten                                                                                        |
| 2016  | Room                                            | Lenny Abrahamson            | Ed Guiney, David Gross |
| 2016  | Spotlight                                       | Tom McCarthy                | Steve Golin, Blye Pagon Faust, Nicole Rocklin, Michael Sugar                                                                      |
| 2017  | Moonlight                                       | Barry Jenkins               | Dede Gardner, Jeremy Kleiner, Adele Romanski                                                                                      |
| 2017  | Comancheria                                     | David Mackenzie             | Peter Berg, Carla Hacken, Sidney Kimmel, Gigi Pritzker, Rachel Shane, Julie Yorn                                                  |
| 2017  | Lion                                            | Garth Davis                 | Iain Canning, Angie Fielder, Emile Sherman                                                                                        |
| 2017  | Manchester by the Sea                           | Kenneth Lonergan            | Lauren Beck, Matt Damon, Chris Moore, Kimberly Steward, Kevin J. Walsh                                                            |
| 2017  | Tu ne tueras point                              | Mel Gibson                  | Terry Benedict, Paul Currie, Bruce Davey, William D. Johnson, Bill Mechanic, Brian Oliver, David Permut                           |
| 2018  | Three Billboards : Les Panneaux de la vengeance | Martin McDonagh             | Graham Broadbent, Peter Czernin, Martin McDonagh                                                                                  |
| 2018  | Call Me by Your Name                            | Luca Guadagnino             | Peter Spears, Luca Guadagnino, Emilie Georges, Rodrigo Teixeira, Marco Morabito, James Ivory, Howard Rosenman                     |
| 2018  | Dunkerque                                       | Christopher Nolan           | Christopher Nolan, Emma Thomas |
| 2018  | La Forme de l'eau                               | Guillermo del Toro          | Guillermo del Toro, J. Miles Dale                                                                                                 |
| 2018  | Pentagon Papers                                 | Steven Spielberg            | Steven Spielberg, Kristie Macosko Krieger, Amy Pascal                                                                             |
| 2019  | Bohemian Rhapsody                               | Bryan Singer                | Graham King, Jim Beach |
| 2019  | A Star is Born                                  | Bradley Cooper              | Bill Gerber, Bradley Cooper, Lynette Howell Taylor                                                                                |
| 2019  | Black Panther                                   | Ryan Coogler                | Kevin Feige |
| 2019  | BlacKkKlansman : J'ai infiltré le Ku Klux Klan  | Spike Lee                   | Sean McKittrick, Jason Blum, Raymond Mansfield, Shaun Redick, Jordan Peele, Spike Lee                                             |
| 2019  | Si Beale Street pouvait parler                  | Barry Jenkins               | Adele Romanski, Sara Murphy, Barry Jenkins, Dede Gardner, Jeremy Kleiner                                                          |

### Années 2020
| Année | Film                       | Réalisateur(s)        | Producteur(s) |
| ----- | -------------------------- | --------------------- | --- |
| 2020  | 1917                       | Sam Mendes            | Sam Mendes, Pippa Harris, Jayne-Ann Tenggren, Callum McDougall, Brian Oliver                                                                                    |
| 2020  | Les Deux Papes             | Fernando Meirelles    | Dan Lin, Jonathan Eirich, Tracey Seaward |
| 2020  | Joker                      | Todd Phillips         | Todd Phillips, Bradley Cooper, Emma Tillinger Koskoff |
| 2020  | Marriage Story             | Noah Baumbach         | David Heyman, Noah Baumbach |
| 2020  | The Irishman               | Martin Scorsese       | Martin Scorsese, Robert De Niro, Jane Rosenthal, Emma Tillinger Koskoff, Irwin Winkler, Gerald Chamales, Gastón Pavlovich, Randall Emmett, Gabriele Israilovici |
| 2021  | Nomadland                  | Chloé Zhao            | Frances McDormand, Peter Spears, Mollye Asher, Dan Janvey, Chloé Zhao                                                                                           |
| 2021  | Mank                       | David Fincher         | Ceán Chaffin, Eric Roth, Douglas Urbanski |
| 2021  | Promising Young Woman      | Emerald Fennell       | Josey McNamara, Ben Browning, Ashley Fox, Emerald Fennell |
| 2021  | Les Sept de Chicago        | Aaron Sorkin          | Stuart M. Besser, Marc Platt |
| 2021  | The Father                 | Florian Zeller        | David Parfitt, Jean-Louis Livi, Philippe Carcassonne |
| 2022  | The Power of the Dog       | Jane Campion          | Emile Sherman, Iain Canning, Roger Frappier, Jane Campion, Tanya Seghatchian                                                                                    |
| 2022  | Belfast                    | Kenneth Branagh       | Laura Berwick, Kenneth Branagh, Becca Kovacik, Tamar Thomas |
| 2022  | Coda                       | Sian Heder            | Fabrice Gianfermi, Philippe Rousselet, Jerôme Seydoux, Patrick Wachsberger                                                                                      |
| 2022  | Dune                       | Denis Villeneuve      | Mary Parent, Denis Villeneuve, Cale Boyter, Joe Caracciolo Jr.                                                                                                  |
| 2022  | La Méthode Williams        | Reinaldo Marcus Green | Tim White, Trevor White, Will Smith |
| 2023  | The Fabelmans              | Steven Spielberg      | Kristie Macosko Krieger, Steven Spielberg, Tony Kushner |
| 2023  | Avatar : La Voie de l'eau  | James Cameron         | James Cameron, Jon Landau |
| 2023  | Elvis                      | Baz Luhrmann          | Baz Luhrmann, Catherine Martin, Gail Berman, Patrick McCormick, Schuyler Weiss                                                                                  |
| 2023  | Tár                        | Todd Field            | Todd Field, Alexandra Milchan, Scott Lambert |
| 2023  | Top Gun: Maverick          | Joseph Kosinski       | Jerry Bruckheimer, Tom Cruise, Christopher McQuarrie, David Ellison                                                                                             |
| 2024  | Oppenheimer                | Christopher Nolan     | Emma Thomas, Charles Roven, Christopher Nolan |
| 2024  | Anatomie d'une chute       | Justine Triet         | Marie-Ange Luciani, David Thion |
| 2024  | Killers of the Flower Moon | Martin Scorsese       | Dan Friedkin, Bradley Thomas, Martin Scorsese, Daniel Lupi |
| 2024  | Maestro                    | Bradley Cooper        | Martin Scorsese, Steven Spielberg, Bradley Cooper, Fred Berner, Amy Durning, Kristie Macosko Krieger                                                            |
| 2024  | Past Lives                 | Celine Song           | David Hinojosa, Christine Vachon, Pamela Koffler |
| 2024  | La Zone d'intérêt          | Jonathan Glazer       | James Wilson, Ewa Puszczyńska |
| 2025  | The Brutalist              | Brady Corbet          | Trevor Matthews, Nick Gordon, Brian Young, Andrew Morrison, Andrew Lauren, D. J. Gugenheim, Brady Corbet                                                        |
| 2025  | 5 septembre                | Tim Fehlbaum          | Philipp Trauer, Thomas Wöbke, Tim Fehlbaum, Sean Penn, John Ira Palmer, John Wildermuth                                                                         |
| 2025  | Conclave                   | Edward Berger         | Tessa Ross, Juliette Howell, Michael Jackman, Alice Dawson, Robert Harris                                                                                       |
| 2025  | Dune, deuxième partie      | Denis Villeneuve      | Mary Parent, Cale Boyter, Patrick McCormick, Tanya Lapointe, Denis Villeneuve                                                                                   |
| 2025  | Nickel Boys                | RaMell Ross           | Dede Gardner, Jeremy Kleiner, David Levine, Joslyn Barnes |
| 2025  | Un parfait inconnu         | James Mangold         | Fred Berger, James Mangold, Alex Heineman, Bob Bookman, Peter Jaysen, Alan Gasmer, Jeff Rosen, Timothée Chalamet                                                |